# Parafia Najświętszego Serca Pana Jezusa w Nakle Śląskim
Parafia Najświętszego Serca Pana Jezusa w Nakle Śląskim – rzymskokatolicka parafia należąca do diecezji gliwickiej (dekanat Żyglin).
Od 2007 roku funkcję proboszcza sprawuje ks. Eugeniusz Bill.
Kościół parafialny pw. Najświętszego Serca Pana Jezusa został wzniesiony w latach 1892–1894. Autorem projektu był wiedeński architekt Hugo Heer.